# Inkhundla Ngudzeni
L'Inkhundla Ngudzeni è uno dei quattordici tinkhundla del distretto di Shiselweni, nell'eSwatini.

## Geografia antropica

### Suddivisioni amministrative
L'Inkhundla è suddiviso nei 5 seguenti imiphakatsi: Ekukhanyeni, Ekulambeni, Lusitini, Ndushulweni, Nyatsini.